# August Zehender

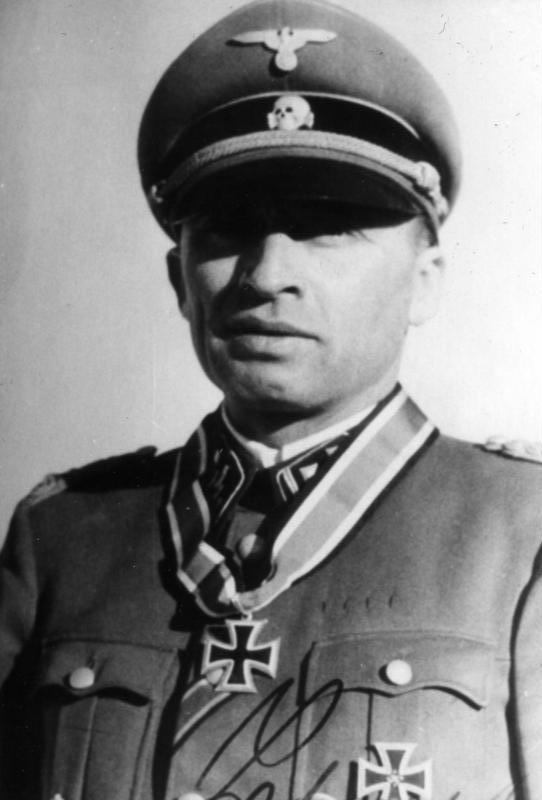
August Zehender mit Ritterkreuz 1943

August Zehender (* 28. April 1903 in Aalen; † 11. Februar 1945 in Budapest) war ein deutscher Offizier, zuletzt SS-Brigadeführer und Generalmajor der Waffen-SS im Zweiten Weltkrieg.

## Werdegang
Zehender, Sohn eines Bahnbeamten, besuchte ab 1918 die Unteroffiziersschule in Ellwangen und verpflichtete sich ab 1920 für zwölf Jahre bei der Reichswehr als Berufssoldat. Im Rang eines Feldwebels verließ er 1932 die Reichswehr und war anschließend beim Leiter des Ausbildungswesens tätig. Er trat der SS (Mitgliedsnr. 224.219) und NSDAP (Mitgliedsnummer 4.263.133) bei und wurde 1935 Angehöriger der SS-Verfügungstruppe.
Zunächst war er bei dem III. Bataillon der SS-Standarte „Germania“ als Zugführer der MG-Kompanie eingesetzt. Ab Mai 1938 leitete er das 4. MG/SS-Regiment Deutschland und war mit diesem Regiment auch am Überfall auf Polen und am Westfeldzug beteiligt. Ab März 1941 übernahm er das Kradschützen-Bataillon der SS-Division „Das Reich“, mit dem er am Balkanfeldzug und ab Juni 1941 am Krieg gegen die Sowjetunion 1941–1945 beteiligt war. Nach einer schweren Verwundung kam er ins Lazarett und wurde im März 1942 Kommandeur des SS-Kavallerie-Regiments 2. Aufgrund seines Einsatzes bei den schweren Abwehrkämpfen bei Toropez wurde er im März 1943 mit dem Ritterkreuz des Eisernen Kreuzes ausgezeichnet. Von Ende März 1943 bis Ende Februar 1944 war er Kommandeur des SS-Kavallerieregiments 17. In Ungarn wurde er 1944 mit der Aufstellung der 22. SS-Freiwilligen-Kavallerie-Division beauftragt, die er ab Anfang Mai 1944 auch kommandierte. Bei der Schlacht um Budapest wurde seine Einheit am Südrand von Budapest eingeschlossen und die Division während der Kämpfe gegen die Rote Armee fast vollständig aufgerieben. Zehender wurde am 11. Februar 1945 bei einem Ausbruchsversuch aus Budapest schwer verwundet und beging anschließend Selbstmord. Bei seinem Einsatz in Ungarn galt er als der beste Freund Adolf Eichmanns, der dort die Deportation der Juden in das KZ Auschwitz organisierte.

## Auszeichnungen
- Eisernes Kreuz (1939) II. und I. Klasse am 14. September 1939 bzw. 18. Juni 1940
- Verwundetenabzeichen (1939) in Gold
- Deutsches Kreuz in Gold am 16. Oktober 1942[3]
- Ritterkreuz des Eisernen Kreuzes mit Eichenlaub[3]
  - Ritterkreuz am 10. März 1943
  - Eichenlaub am 1. Februar 1945 (722. Verleihung)

## Dienstgrade
- November 1935: SS-Obersturmführer
- April 1937: SS-Hauptsturmführer
- Dezember 1940: SS-Sturmbannführer
- November 1942: SS-Obersturmbannführer
- April 1943: SS-Standartenführer
- Oktober 1944: SS-Oberführer
- Januar 1945: SS-Brigadeführer und Generalmajor der Waffen-SS